# Saint-Jouin-de-Blavou
Saint-Jouin-de-Blavou és un municipi francès situat al departament de l'Orne i a la regió de Normandia. L'any 2007 tenia 285 habitants.

## Demografia

### Població
El 2007 la població de fet de Saint-Jouin-de-Blavou era de 285 persones. Hi havia 124 famílies de les quals 32 eren unipersonals (20 homes vivint sols i 12 dones vivint soles), 56 parelles sense fills i 36 parelles amb fills.
La població ha evolucionat segons el següent gràfic:
Habitants censats

### Habitatges
El 2007 hi havia 174 habitatges, 123 eren l'habitatge principal de la família, 41 eren segones residències i 10 estaven desocupats. 169 eren cases i 3 eren apartaments. Dels 123 habitatges principals, 107 estaven ocupats pels seus propietaris, 14 estaven llogats i ocupats pels llogaters i 2 estaven cedits a títol gratuït; 8 tenien dues cambres, 20 en tenien tres, 29 en tenien quatre i 66 en tenien cinc o més. 87 habitatges disposaven pel capbaix d'una plaça de pàrquing. A 58 habitatges hi havia un automòbil i a 58 n'hi havia dos o més.

### Piràmide de població
La piràmide de població per edats i sexe el 2009 era:
| Homes | Edats   | Dones |
| ----- | ------- | ----- |
| 0     | 95 o +  | 0     |
| 0     | 90 a 94 | 0     |
| 4     | 85 a 89 | 0     |
| 4     | 80 a 84 | 0     |
| 0     | 75 a 79 | 20    |
| 8     | 70 a 74 | 0     |
| 8     | 65 a 69 | 12    |
| 8     | 60 a 64 | 4     |
| 24    | 55 a 59 | 12    |
| 0     | 50 a 54 | 8     |
| 16    | 45 a 49 | 28    |
| 4     | 40 a 44 | 8     |
| 8     | 35 a 39 | 8     |
| 12    | 30 a 34 | 4     |
| 12    | 25 a 29 | 4     |
| 8     | 20 a 24 | 20    |
| 28    | 15 a 19 | 8     |
| 12    | 10 a 14 | 0     |
| 8     | 5 a 9   | 12    |
| 0     | 0 a 4   | 4     |

## Economia
El 2007 la població en edat de treballar era de 194 persones, 147 eren actives i 47 eren inactives. De les 147 persones actives 137 estaven ocupades (71 homes i 66 dones) i 10 estaven aturades (4 homes i 6 dones). De les 47 persones inactives 26 estaven jubilades, 12 estaven estudiant i 9 estaven classificades com a «altres inactius».

### Ingressos
El 2009 a Saint-Jouin-de-Blavou hi havia 122 unitats fiscals que integraven 282 persones, la mediana anual d'ingressos fiscals per persona era de 16.935 €.

### Activitats econòmiques
Dels 13 establiments que hi havia el 2007, 1 era d'una empresa de fabricació d'altres productes industrials, 2 d'empreses de construcció, 2 d'empreses de comerç i reparació d'automòbils, 2 d'empreses d'hostatgeria i restauració, 3 d'empreses de serveis, 1 d'una entitat de l'administració pública i 2 d'empreses classificades com a «altres activitats de serveis».
Dels 3 establiments de servei als particulars que hi havia el 2009, 1 era un paleta, 1 perruqueria i 1 restaurant.
L'únic establiment comercial que hi havia el 2009 era una floristeria.
L'any 2000 a Saint-Jouin-de-Blavou hi havia 29 explotacions agrícoles que ocupaven un total de 1.456 hectàrees.

## Poblacions més properes
El següent diagrama mostra les poblacions més properes.